# Genoa Cricket and Football Club 1915-1916
Questa voce raccoglie le informazioni riguardanti il Genoa Cricket and Football Club nel primo periodo bellico dal 1915 al 1916, durante il quale partecipò alla Coppa Federale 1915-1916.

## Stagione
La stagione precedente era stata interrotta dall'entrata dell'Italia nella Grande Guerra, provocando lo sdegno della dirigenza rossoblù che pensò di essere privata del titolo che considerava ormai raggiunto.
Il normale campionato venne sostituito dalla Coppa Federale, che fu affrontata la società solo con parte della rosa titolare, chiamata sotto le armi o tornata nelle proprie città di origine,
Alla guida tecnica dei rossoblù non c'era più William Garbutt, arruolatosi come volontario nell'esercito britannico, ma l'allenatore delle giovanili del Genoa, Thomas Coggins.

## Piazzamenti nelle competizioni
- Coppa Federale 1915-1916: 4º classificato nelle finali[3][4]

## Divise
La maglia per le partite casalinghe presentava i colori attuali (anche se la dicitura ufficiale era rosso granato e blu) ma a differenza di oggi il blu era posizionato a destra.

## Organigramma societario
Area direttiva
- Presidente: Geo Davidson

Area tecnica
- Allenatore: Thomas Coggins

## Rosa
| N. |                      | Ruolo | Calciatore        |
| -- | -------------------- | ----- | ----------------- |
|    | Italia (bandiera)    | P     | Francesco Costa   |
|    | Italia (bandiera)    | P     | Henry Molinari    |
|    | Italia (bandiera)    | P     | Traverso II       |
|    | Italia (bandiera)    | D     | Cereseto          |
|    | Italia (bandiera)    | D     | Gracco De Nardo   |
|    | Italia (bandiera)    | D     | Renzo De Vecchi   |
|    | Italia (bandiera)    | D     | Carlo Ferrari     |
|    | Italia (bandiera)    | D     | Salvatore Profumo |
|    | Italia (bandiera)    | C     | Mario Barabino    |
|    | Argentina (bandiera) | C     | Romolo Boglietti  |
|    | Italia (bandiera)    | C     | Carlo Capelli     |

| N. |                        | Ruolo | Calciatore                   |
| -- | ---------------------- | ----- | ---------------------------- |
|    | Italia (bandiera)      | C     | Domenico Sedino              |
|    | Italia (bandiera)      | C     | Giovanni Battista Traverso I |
|    | Italia (bandiera)      | A     | Giulio Bassi                 |
|    | Italia (bandiera)      | A     | Felice Berardo               |
|    | Italia (bandiera)      | A     | Augusto Bergamino            |
|    | Italia (bandiera)      | A     | Guglielmo Brezzi             |
|    | Italia (bandiera)      | A     | Giulio Crocco                |
|    | Italia (bandiera)      | A     | Giovanni Battista Piano      |
|    | Italia (bandiera)      | A     | Aristodemo Santamaria        |
|    | Inghilterra (bandiera) | A     | Percy Walsingham             |

## Calciomercato
| Acquisti | Acquisti          | Acquisti            | Acquisti |
| R.       | Nome              | da                  | Modalità |
| -------- | ----------------- | ------------------- | -------- |
| A        | Giulio Bassi      | GC Grifone          |          |
| C        | Romolo Boglietti  | Juventus            |          |
| C        | Carlo Capelli     | Modena              |          |
| A        | Giulio Crocco     |                     |          |
| D        | Gracco De Nardo   | Genoa II            |          |
| P        | Henry Molinari    | AC Milanese         |          |
| D        | Salvatore Profumo | San Raffaele Genova |          |
| P        | Traverso II       | GC Grifone          |          |

| Cessioni | Cessioni               | Cessioni      | Cessioni |
| R.       | Nome                   | a             | Modalità |
| -------- | ---------------------- | ------------- | -------- |
| C        | Mario Barabino         | Savona        |          |
| C        | Luigi Benvenuto        | Militare      |          |
| D        | Claudio Casanova       | Militare      |          |
| C        | Tito Davanzelli        | Fine carriera |          |
| C        | Angelo Dellacasa       | Juventus      |          |
| A        | Edoardo Mariani        | Milan         |          |
| P        | Adolfo Gnecco          | Militare      |          |
| C        | Konrad Walter Herrmann | Fine carriera |          |
| P        | Pasquale Lissone       | Fine carriera |          |
| A        | Luigi Magnano          | Fine carriera |          |
| C        | Alessandro Magni       | In Turchia    |          |

## Risultati
Partecipò solamente alla Coppa Federale 1915-1916, competizione della FIGC sostitutiva del normale campionato di calcio italiano, ottenendo il quarto posto nelle finali nazionali.

## Statistiche

### Statistiche di squadra[7]
| Competizione   | Punti | In casa | In casa | In casa | In casa | In casa | In casa | In trasferta | In trasferta | In trasferta | In trasferta | In trasferta | In trasferta | Totale | Totale | Totale | Totale | Totale | Totale | DR  |
| Competizione   | Punti | G       | V       | N       | P       | Gf      | Gs      | G            | V            | N            | P            | Gf           | Gs           | G      | V      | N      | P      | Gf     | Gs     | DR  |
| -------------- | ----- | ------- | ------- | ------- | ------- | ------- | ------- | ------------ | ------------ | ------------ | ------------ | ------------ | ------------ | ------ | ------ | ------ | ------ | ------ | ------ | --- |
| Coppa Federale | 15    | 6       | 5       | 1       | 0       | 21      | 3       | 6            | 2            | 0            | 4            | 14           | 12           | 12     | 7      | 1      | 4      | 35     | 15     | +20 |

### Statistiche dei giocatori
| Giocatore        | Coppa Federale | Coppa Federale |
| Giocatore        | Presenze       | Reti           |
| ---------------- | -------------- | -------------- |
| G. Bassi         | 1              | 0              |
| A. Bergamino     | 8              | 5              |
| R. Boglietti     | 9              | 2              |
| C. Capelli       | 5              | 0              |
| F. Costa         | 3              | 0              |
| G. Crocco        | 7              | 2              |
| G. De Nardo      | 9              | 0              |
| R. De Vecchi     | 2              | 2              |
| C. Ferrari       | 10             | 0              |
| H. Molinari      | 5              | 0              |
| G. B. Piano      | 2              | 0              |
| S. Profumo       | 1              | 0              |
| A. Santamaria    | 5              | 6              |
| D. Sedino        | 2              | 0              |
| G. B. Traverso I | 9              | 0              |
| Traverso II      | 2              | 0              |
| P. Walsingham    | 10             | 3              |